# Марія Елізабет Леммергірт
Марія Елізабет Леммергірт (нім. Maria Elisabeth Lämmerhirt; 24 Лютого 1644, Ерфурт — 11 травня 1694, Айзенах) — мати Йоганна Себастьяна Баха.

## Біографія
Марія Елізабет народилася в Ерфурті 24 лютого 1644 року і була хрещена 26 лютого. Її батько, Валентин Леммергірт (нім. Valentin Lämmerhirt, пом. 1665), був кушніром; заможний і впливовий чоловік, згодом він став міським радником Ерфурта.

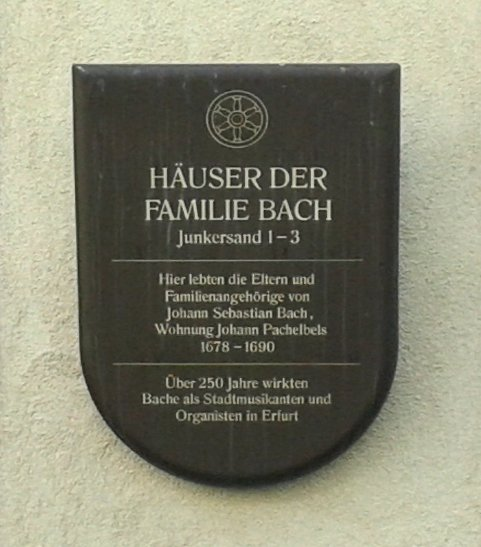
Пам'ятна дошка на будинку батьків І. С. Баха в Ерфурті

8 квітня 1668 року Марія вийшла заміж за Йоганна Амвросія Баха (1645—1695). Раніше, в 1638 році, її зведена сестра Гедвіга також вийшла заміж за одного з представників сім'ї Бахів, Йоганна, що доводився Йогану Амвросію дядьком. Зведена сестра Марії Елізабет, Марта Доротея Леммергірт, була матір'ю музикознавця і композитора Йоганна Готфріда Вальтера, з яким Йоганн Себастьян Бах підтримував спілкування протягом усього життя.
Одруження Марії Елізабет і Йоганна Амвросія відбулося в Кауфман-кірху. Придане нареченої було невелике, однак високий соціальний стан її батька сприяв успішній музичній кар'єрі чоловіка . Досі збереглися будинки, що належали родині Бахів, в Ерфурті на вулиці Юнкерсанд (Junkersand 1-3); молоде подружжя жили в будинку № 1.
У жовтні 1671 Йоганн Амвросій отримав запрошення зайняти посаду міського музиканта в Айзенаху, і подружжя Бахів переселилося туди разом зі своїм чотиримісячним сином Йоганном Крістофом (їх первісток, Йоганн Рудольф, помер в 1670 році у віці шести місяців). З ними вирушили також мати Марії Елізабет, Єва Барбара Леммергірт, і дев'ятнадцятирічна сестра Йоганна Амвросія Доротея Марія, яка потребувала через проблеми з фізичним і психічним здоров'ям постійного догляду. У Айзенаху у Марії Елізабет народилися ще шестеро дітей, в тому числі Йоганн Себастьян — восьма і наймолодша дитина в родині.
Йоганн Амвросій придбав в Айзенаху будинок і став членом міської ради, а також займався музикуванням і викладанням музики. У будинку Бахів, поряд з членами сім'ї, жили і його учні.
У 1694 році Марія Елізабет померла, залишивши трьох неповнолітніх дітей (інші померли раніше). Через півроку після її смерті Йоганн Амвросій одружився вдруге, з удовою, яка мала двох дітей. Однак незабаром після укладення шлюбу він захворів і помер. Йоганна Себастьяна, якому в той час було дев'ять років, і Йоганна Якоба виховував їх старший брат Йоганн Крістоф.